# El Norte (Venezuela)
El Norte es un diario de alcance regional de Venezuela, tiene su base en Barcelona, Estado Anzoátegui. Fue fundado el 13 de noviembre de 1989. Su directora y editora es Albertina Petricca. Circula en formato tabloide. Su cuerpo está conformado por las secciones Regionales, Nacionales, Aplausos, Deportes, Gourmet, Internacional, Informe Económico y Vitrina. Su principal competidor en la región es el diario El Tiempo.
Desde el 2 de noviembre de 2000 cuenta con su versión web, la cual ha venido diversificándose y adaptándose a las nuevas tendencias. Teniendo como valores la veracidad, el equilibrio y la honestidad concibe el periodismo como un servicio a la comunidad y  una plataforma para elevar la calidad de vida de los ciudadanos.